# Rosta Sándor
Rosta Sándor (Celldömölk, 1956. július 3. –) magyar színész. Az egyik legtöbbet szinkronizáló színész, több mint 2000 filmben szinkronizált.

## Élete
1980-ban diplomázott a Színház-és Filmművészeti Főiskolán. 1980 és 1983 között a debreceni Csokonai Színház tagja volt. Játszott a budapesti Népszínházban és a Kamaraszínházban is. 1992 óta szabadfoglalkozású színész.

## Színházi szerepeiből[1]
- William Shakespeare: Lear király (Edmund)
- G. B. Shaw: Szent Johanna (Dauphin)
- Eisemann Mihály: Én és a kisöcsém (Andersen)
- Szép Ernő: Lila ákác (Csacsinszky Pali)
- Fényes Szabolcs: Maya
- Németh László: Villámfénynél (Határvári Árpád)
- Georges Feydeau: Bolha a fülbe (Romain Tournel)
- Egon Wolff: Papírvirágok (Sneci)
- Noël Coward: Forgószínpad (Dr. Jevons)
- Lope de Vega: A kertész kutyája (TEODORO)
- Hámori Tibor: A gyilkos én vagyok (Botár János)
- John Steinbeck: Egerek és emberek (George)
- Rejtő Jenő: Aki mer, az nyer
- Bertolt Brecht–Kurt Weill: Koldusopera (Leprás Mátyás)
- Neil Simon: Furcsa pár
- Karinthy–Szakonyi: Tanár úr kérem! (Rogyák)
- Molière: Tudós nők (Jegyző)

## Film és tévészerepek
- Jóban Rosszban (sorozat) (2010)
- Istennél a kegyelem (tévéfilm) (1999)
- Kisváros (sorozat) (1999)
- Élek és szeretlek benneteket (1998)
- Tüskeböki és pajtásai (animációs sorozat) (1994) hang
- Kék egér (animációs sorozat) (1994-1998) hang
- A vasút (1993)
- Frici, a vállalkozó szellem (sorozat) (1993)
- A hercegnő és a kobold (animációs film) (1991) hang
- A hetedik testvér (animációs film) (1991) hang
- Az én nevem Jimmy (sorozat) (1989)
- Szomszédok (sorozat) (1988-1998)
- A fekete kolostor (tévéfilm) (1986)
- Ítélet előtt (sorozat) A tettes ismeretlen című rész (1982)
- A névtelen vár (1980)
- Lear király (tévéfilm) (1979)

## Szinkronszerepei

### Film szinkronszerepei
| Év   | Cím                                       | Szerep                               | A szinkronizált színész |
| ---- | ----------------------------------------- | ------------------------------------ | ----------------------- |
| 1964 | Robbantsunk bankot!                       | biciklisrendőr                       | Georges Wilson          |
| 1971 | A Zeppelin                                | Hirsch ezredes                       | Anton Diffring          |
| 1973 | Piedone, a zsaru                          | Csonkakezű                           | Mario Pilar             |
| 1973 | Hétalvó                                   | Herald Cohen                         | Brian Avery             |
| 1973 | Pillangó                                  | Barrot börtönparancsnok              | William Smithers        |
| 1979 | A bádogdob                                | Joseph Koljaiczek                    | Roland Teubner          |
| 1980 | Jelenetek a bábuk életéből                | Felügyelő                            | Karl-Heinz Pelser       |
| 1983 | A sebhelyesarcú                           | Ernie                                | Arlando Santana         |
| 1986 | Az embervadász                            | Frederick Chilton                    | Benjamin Hendrickson    |
| 1988 | Hasfelmetsző Jack                         | George Godley                        | Lewis Collins           |
| 1989 | A büntető                                 | Jake Berkowitz                       | Louis Gossett, Jr.      |
| 1989 | Az 54. hadtest                            | Montgomery ezredes                   | Cliff De Young          |
| 1992 | Úszó Erőd                                 | Casey Ryback                         | Steven Seagal           |
| 1992 | A kukorica gyermekei 2. – A végső áldozat | David Simpson                        | Joe Inscoe              |
| 1993 | A szökevény                               | Biggs                                | Daniel Roebuck          |
| 1993 | És a zenekar játszik tovább…              | William Darrow                       | Richard Masur           |
| 1994 | Bosszúvágy 5. – Bosszú a kedvesemért      | Hector Vasquez hadnagy               | Miguel Sandoval         |
| 1995 | Vírus                                     | Casey Schuler alezredes              | Kevin Spacey            |
| 1995 | Apollo 13                                 | Gene Kranz                           | Ed Harris               |
| 1995 | Waterworld – Vízivilág                    | Első csónakos                        | Chaim Jeraffi           |
| 1995 | Casino                                    | Lester Diamond                       | James Woods             |
| 1996 | Michael                                   | Frank Quinlan                        | William Hurt            |
| 1998 | Az alku                                   | Arthur Barret                        | William Hurt            |
| 1998 | Dark City                                 | Frank Bumstead felügyelő             | William Hurt            |
| 1998 | Lost in Space – Elveszve az űrben         | John Robinson professzor             | William Hurt            |
| 2000 | Gladiátor                                 | Quintus                              | Tomas Arana             |
| 2001 | Egy csodálatos elme                       | Parcher                              | Ed Harris               |
| 2001 | Ellenség a kapuknál                       | König őrnagy                         | Ed Harris               |
| 2002 | Az órák                                   | Richard Brown                        | Ed Harris               |
| 2003 | Az utolsó akkord                          | Oscar Vogel                          | Ed Harris               |
| 2005 | BTK - Vadászat a sorozatgyilkosra         | Dennis Rader                         | Gregg Henry             |
| 2006 | Slither – Féltél már nevetve?             | Jack MacReady                        | Gregg Henry             |
| 2007 | Tiszta vér                                | Eddie Lorenzo                        | Ed Harris               |
| 2008 | A hihetetlen Hulk                         | Thaddeus "Thunderbolt" Ross tábornok | William Hurt            |
| 2010 | Az Őrzők legendája                        | Boron                                | Richard Roxburgh        |
| 2011 | Boszorkányvadászat                        | Eckhart                              | Ulrich Thomsen          |
| 2012 | Lincoln                                   | William H. Seward külügyminiszter    | David Strathairn        |
| 1996 | Tűzparancs                                | Austin Travis                        | Steven Seagal           |
| 2006 | Az igazság mecénása                       | John Seeger                          | Steven Seagal           |
| 2008 | Az elítélt                                | Gordon                               | Sam Shepard             |
| 2009 | Brooklyn mélyén                           | Will Hobarts hadnagy                 | Will Patton             |
| 2009 | Gyilkosságba hajszolva                    | Ruslan                               | Steven Seagal           |
| 2010 | Machete                                   | Torrez                               | Steven Seagal           |
| 2011 | Amerika Kapitány: Az első bosszúálló      | Johann Schmidt / Vörös Koponya       | Hugo Weaving            |
| 2014 | Godzilla                                  | William Stenz                        | David Strathairn        |
| 2016 | Amerika Kapitány: Polgárháború            | Thaddeus Ross                        | William Hurt            |
| 2017 | Tűnj el!                                  | Dean Armitage                        | Bradley Whitford        |
| 2018 | Bosszúállók: Végtelen háború              | Thaddeus Ross                        | William Hurt            |

### Sorozat
| Cím                              | Szerep                          | A szinkronizált színész          |
| -------------------------------- | ------------------------------- | -------------------------------- |
| Flash – A Villám                 | Henry Allen                     | John Wesley-Shipp                |
| Cheers                           | Fraiser Craine                  | Kelsey Grammer                   |
| Ki vagy, doki? (1996)            | Salinger                        | John Novak                       |
| Ki vagy, doki? (Karácsonyi ének) | Benjamin idősen                 | Steve North                      |
| Ki vagy, doki? (9. évad)         | A tizenkettedik Doktor          | Peter Capaldi                    |
| The Walking Dead                 | Gregory                         | Xander Berkeley                  |
| Downton Abbey                    | Robert Crawley, Grantham grófja | Hugh Bonneville                  |
| A házasság buktatói              | Alpay Berksoy                   | Bülent Alkiş                     |
| Viszály: Bette és Joan           | Peter                           | Reed Diamond                     |
| Feketelista: Megváltás           | Howard                          | Terry O’Quinn                    |
| Időről időre                     | Griffin                         | Will Chase                       |
| Mr. Robot                        | Scott Nowles                    | Brian Stokes Mitchell            |
| Westworld                        | Peter                           | Louis Herthum                    |
| Hap and Leonard                  | Prescott                        | Jay Potter                       |
| Dexter                           | Harry Morgan                    | James Remar                      |
| CSI: New York-i helyszínelők     | Dr. Sid Hammerbeck              | Robert Joy                       |
| 4400                             | Dennis Ryland                   | Peter Coyote                     |
| Doom Patrol                      | Niles Caulder                   | Timothy Dalton                   |
| Fatmagül                         | Kadir Pakalin                   | Civan Canova                     |
| Meryem                           | Yurdal Sargun                   | Uğur Çavuşoğlu                   |
| A S:H.I.E.L.D. ügynökei          | Glenn Talbot                    | Adrian Pasdar                    |
| Murdoch nyomozó rejtélyei        | Thomas Brackenreid              | Thomas Craig                     |
| Zorro                            | Fernando Sánchez de Moncada     | Arturo Peniche                   |
| Szeretni bolondulásig            | Rafael Luevano                  | Carlos Bracho Alfonso Iturralde  |
| Szeretők és riválisok            | Tomás Vallejo                   | Arsenio Campos                   |
| Az ősforrás                      | Dr. Álvaro Luna                 | Raymundo Capetillo               |
| Bosszú                           | Conrad Grayson                  | Henry Czerny                     |
| A Macska                         | Agustín Martínez                | Juan Verduzco                    |
| Luz Maria                        | Dr. Alejandro Aldama            | José Enrique Mavila              |
| Esmeralda                        | Dionisio Lucero                 | Juan Carlos Serrán Rafael Amador |
| Maria del Carmen                 | Dr. Ángel Luis Robles           | Arnaldo Andre                    |
| A Mandalóri                      | Gilad Pellaeon                  | Xander Berkeley                  |

### Anime/rajzfilm
| Anime/rajzfilm                                  | Szereplő |
| ----------------------------------------------- | --- |
| Cyberchase, avagy kalandozások a cyber világban | Hacker |
| Sonic Underground                               | Sleet |
| Dexter laboratóriuma                            | Dexter papája |
| Dragon Ball                                     | Blue tábornok |
| Dragon Ball Z                                   | Garbig Junior |
| Dragon Ball GT                                  | Yi Xing Long, az egycsillagos sárkány |
| Slayers, a kis boszorkány                       | Philionel El Di Seyruun herceg (1. hang) |
| X-Men                                           | Küklopsz |
| G.I Joe, a mozifilm                             | |
| A kertvárosi gettó                              | Pat O'Brian (10. rész), rajztanár (12. rész), Bill Maher (31. rész), munkafelvevő (32. rész), tanár (36. rész), maffiózó (37. rész), olajozó (38. rész) |
| Rontó Ralph                                     | Mr. Litwak |
| Scooby-Doo Rajzfilmolimpia                      | Foxi Maxi |
| Mizújs, Scooby-Doo?                             | Del Stone |
| Kim Possible                                    | Dr. James Timothy Possible |
| Argai: The Prophecy – Az oroszlánfejű herceg    | Oliban |
| Egyszer volt… Amerika                           | 8. rész, Amerika |
| Egyszer volt… a felfedezők                      | James Cook |
| Egyszer volt… az ötlet                          | 17. rész, Pasteur és a mikroorganizmusok |
| Egyszer volt… az élet                           | Parancsnok |
| Egyszer volt… az ember                          | Robert (25. rész) |
| Cápamese                                        | Sykes |
| Batman: A rajzfilmsorozat                       | Bruce Wayne/Batman |
| Amerikai fater                                  | Sergei Kruglov |
| Toy Story – Játékháború                         | Őrmester |
| Franklin                                        | Franklin apja |
| Rescue Heroes                                   | Billy Blaze |
| Bob burgerfalodája                              | Bob Belcher |
| Jacques Cousteau meséi az óceánról              | Jacques-Yves Cousteau (1. szinkron), további szereplő (2. szinkron)                                                                                     |
| Az Igazság Ligája: Új Küldetés                  | Vandal Savage |
| South Park                                      | Több részben is szerepelt. "Héj mutatnak a TV-ben!", Mr. Mackey                                                                                         |
| Fullmetal Alchemist                             | Grumman |
| Fullmetal Alchemist: Milos szent csillaga       | Peter Soyuz őrnagy |
| Pokémon                                         | Pokémon Liga Vizsga Edző |
| Cowboy Bebop                                    | Jet Black |
| Mentőosztag                                     | Billy Blaze |
| Lego Nexo Knights                               | Halbert király |
| Lego Ninjago: A Spinjitzu mesterei              | Sensei Wu (12.-13.évad) |
| A Pókember elképesztő kalandjai                 | J. Jonah Jameson (1. évad) |
| Providence, a rejtélyes kisváros                | Oszkár |
| Star Wars: Látomások                            | Mitaka |
| Star Wars: A klónok háborúja                    | Almec (1. hang) Gial Ackbar (2. hang) Appo őrmester (1. hang) Chi Cho Garnac Roshti kormányzó                                                           |
| Family Guy                                      | James Woods |
| Verdák 3.                                       | "The King" Motor Ottó |
| Bosszúállók újra együtt                         | Johann Schmidt / Vörös Koponya |
| Mi lenne, ha...?                                | Johann Schmidt / Vörös Koponya |

Számos alkalommal szinkronizálta Jeff Danielst és Steven Seagalt is.